# General Güemes (Salta)
General Güemes é um município da província de Salta, na Argentina.